# Metopius tsingtauensis
Metopius tsingtauensis är en stekelart som beskrevs av Clement 1930. Metopius tsingtauensis ingår i släktet Metopius och familjen brokparasitsteklar. Inga underarter finns listade i Catalogue of Life.